# Make Me Proud
Make Me Proud è un brano musicale del rapper canadese Drake, pubblicato come secondo singolo estratto dal suo secondo album studio Take Care. Il brano figura la collaborazione della rapper trinidadiana Nicki Minaj. Il singolo è stato reso disponibile per il download digitale il 16 ottobre 2011, mentre per l'airplay radiofonico il 25 ottobre 2011.

## Tracce
Download digitale
1. Make Me Proud (featuring Nicki Minaj) - 3:40

## Classifiche
| Classifica (2011)                | Posizione massima |
| -------------------------------- | ----------------- |
| Canada                           | 25                |
| Regno Unito                      | 49                |
| US Billboard Hot 100             | 9                 |
| US R&B/Hip-Hop Songs (Billboard) | 2                 |
| US Rap Songs (Billboard)         | 3                 |